# Beauvais-sur-Tescou
Beauvais-sur-Tescou (okzitanisch Biuvais de Tescon) ist eine französische Gemeinde mit etwa 376 Einwohnern (Stand 1. Januar 2022) im Département Tarn in der Region Okzitanien. Sie gehört zum Arrondissement Albi und zum Kanton Vignobles et Bastides. Die Bewohner werden Beauvaisois und Beauvaisoises genannt.

## Geografie
Beauvais-sur-Tescou liegt in der Région naturelle Gaillacois, etwa 46 Kilometer westlich von Albi und etwa 37 Kilometer nordnordöstlich von Toulouse an der Grenze zum benachbarten Département Haute-Garonne. Die Gemeinde legt am Fluss Tescou, einem Nebenfluss des Tarn. Er bildet die natürliche Grenze zur Nachbargemeinde Verlhac-Tescou, sein Nebenfluss Verdet zur Nachbargemeinde Le Born und sein Nebenfluss Coulerc zur Nachbargemeinde Montgaillard.
Nachbargemeinden von Beauvais-sur-Tescou sind Verlhac-Tescou im Norden, Montgaillard im Osten, Tauriac und Montvalen im Süden und Le Born im Westen.

## Bevölkerungsentwicklung
| Jahr      | 1962 | 1968 | 1975 | 1982 | 1990 | 1999 | 2014 | 2020 |
| Einwohner | 255  | 254  | 198  | 179  | 187  | 205  | 336  | 367  |

## Sehenswürdigkeiten
- Schloss Beauvais-sur-Tescou aus dem 14. Jahrhundert mit zwei hohen viereckigen Türmen
- Kirche Saint-Pierre

## Persönlichkeiten
- Jean de Marigny (1309–1351), Bischof von Beauvais, gründete 1342 die Bastide Beauvais-sur-Tescou
- Armande de Durfort-Boissière